# Claudia Graue

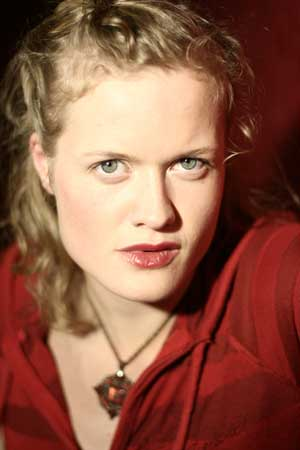
Claudia Graue, 2008

Claudia Graue (* 6. Dezember 1981 in Hagenow) ist Schauspielerin und Sängerin. Sie lebt in Berlin.

## Leben/Wirken
Aufgewachsen in Dresden und Berlin hatte Claudia Graue ab dem Alter von 16 Jahren regelmäßige Bühnenauftritte in Jugend-Theaterprojekten und darauffolgend im „Hexenkessel Hoftheater“ in Berlin. Nach dem Abitur studierte sie von 2002 bis 2006 Schauspiel an der Hochschule für Musik und Theater Rostock. Während des Studiums hatte sie erste Auftritte am Volkstheater Rostock und am Staatstheater Schwerin. Im zweiten Studienjahr gründete sie gemeinsam mit ihren Kommilitonen Marcus Melzwig und Christopher Nell das A-cappella-Trio „Muttis Kinder“.
Nach dem Studienabschluss 2006 debütierte sie mit der Rolle der Polly in Die Dreigroschenoper unter der Regie von Johanna Schall am Rostocker Volkstheater. Dort blieb sie festes Ensemblemitglied bis 2008. Außerdem leitete sie während dieser Zeit den Theaterjugendclub Rostock. Seit Herbst 2008 ist Graue als freiberufliche Schauspielerin und Sängerin tätig. Im Sommer 2009 stand sie bei den Bad Hersfelder Festspielen als Käthchen in Heinrich von Kleists Das Käthchen von Heilbronn unter der Regie von Johanna Schall auf der Bühne. Für ihre künstlerische Leistung erhielt sie den Großen Hersfeld-Preis.
Ab 2010 widmete sie sich mit ihrem A-Cappella-Trio „Muttis Kinder“ verstärkt dem Gesang. Im Jahre 2011 tourte das Trio durch Asien. Seit März 2012 waren „Muttis Kinder“ regelmäßig mit dem Programm Das erste Konzert in der Berliner Bar jeder Vernunft zu sehen. Im Mai 2013 feierten sie dort die Premiere ihres Programms Unveröffentlichte Hits, mit dem sie anschließend auf deutschsprachigen Kleinkunstbühnen auftraten. Im Jahr 2017 folgte Das epische Pogramm, mit dem sie u. a. in Kanada gastierten. Seit Ende 2018 treten sie mit ihrem Programm Greates Hitst auf, so etwa 2019 im Schauspielhaus Bochum und im Schauspiel Leipzig.
In der letzten Peymann-Spielzeit 2016/17 übernahm Graue am Berliner Ensemble u. a. die Rolle einer der Gretchen-Figuren in Faust unter der Regie von Robert Wilson – Musik zum Stück schrieb Herbert Grönemeyer – und des Boy in Shakespeares Sonette, ebenfalls unter der Regie von Robert Wilson. Außerdem wirkte sie unter der Leitung von Herbert Grönemeyer an dem Konzertabend Hausmusik mit, einer musikalischen Verabschiedung der Peymann-Ära am Berliner Ensemble.
Ab Sommer 2019 arbeitet Graue neben eigenen Arbeiten als Schauspielerin und Sängerin erstmals als Dozentin für Schauspiel/Gesang bei Pop II Go, einem vom Bundesministerium für Bildung und Forschung geförderten Workshop für Jugendliche, deren Chancen Musik zu machen durch eine soziale oder finanzielle familiäre Risikolage gering sind.

## Theater (Auswahl)
- 2002 – Bianca – Der Widerspenstigen Zähmung (Shakespeare) – Regie: Jan Zimmermann (Hexenkessel Hoftheater Berlin)
- 2004 – Bettina Bender – Ich knall euch ab! (Huby/Pfeiffer) – Regie: Walther Meierjohann (Volkstheater Rostock)
- 2006 – Polly Peachum – Die Dreigroschenoper (Brecht) – Regie: Johanna Schall (Volkstheater Rostock)
- 2006 – Ophelia – Hamlet (Shakespeare) – Regie: Johanna Schall (Volkstheater Rostock)
- 2007 – Antigone – Antigone (Anouilh) – Regie: Nils Brück (Volkstheater Rostock)
- 2007 – Woman – Time Woman (Solotanzstück) - Regie: Alexey Kononov (Alexandrinskij-Theater St. Petersburg)
- 2007 – Alice – Lewis Caroll‘s Alice im Wunderland – (Zadek/Caroll) – Regie: Johanna Schall (Volkstheater Rostock)
- 2008 – Titania, Hippolyta – Ein Sommernachtstraum – Regie: Jan Zimmermann (Hexenkessel Hoftheater Berlin)
- 2008 – Lilian Holiday – Happy End (Brecht/Weill) – Regie: Ursula Karusseit (Volkstheater Rostock)
- 2008/2009 – Lola Blau – Heute Abend: Lola Blau (Musical für eine Schauspielerin von Georg Kreisler) – Inszenierung: Peter Baumgardt (Theater in Kempten (Allgäu))
- 2008–2015 Ensemblemitglied der „Märchenhütte“ des Hexenkessel Hoftheater Berlin – Regie: Jan Zimmermann (Aschenbrödel, Rapunzel, Vom Machandelbaum)
- 2009 – Käthchen – Das Käthchen von Heilbronn oder Die Feuerprobe (Heinrich von Kleist) – Regie: Johanna Schall (59. Bad Hersfelder Festspiele)
- 2010 – Doreen – Straße zum Strand (Ulrike Freising) – Regie: Matthias Brenner (Kleist Forum Frankfurt (Oder))
- 2011 – u. a. Hermione, Camillo, Perdita – Das Wintermärchen (William Shakespeare) – Regie: Jan Zimmermann (Hexenkessel Hoftheater Berlin)
- 2013 – Alkmene – Amphitryon (Molière/Golbeck) – Regie: Sarah Kohrs (Hexenkessel Hoftheater im Monbijou Theater Berlin)
- Seit 2015 – Ensemblemitglied des „Hexenberg“-Theaters im Pfefferberg (Berlin).
- 2016/17 Gast am Berliner Ensemble u. a. als Gretchen in Faust (Goethe/Wilson/Grönemeyer) und als Boy in Sonette (Shakespeare/Wilson/Wainwright)
- 2019/20 – Gräfin Geschwitz – Lulu (Frank Wedekind) am RambaZamba Theater, Regie: Jacob Höhne
- seit 2021 – Bèline – Der eingebildete Kranke (Molière) am RambaZamba Theater, Regie: Jacob Höhne
- seit 2022 – Seid doch laut - kollektive Theaterperformance u. a. in der ehemaligen Stasi-Zentrale Berlin, heute Campus für Demokratie
- 2025 – Clara – Pferd frisst Hut (Labiche/Zwach) an der Komischen Oper Berlin, Regie: Herbert Fritsch,  Musik: Herbert Grönemeyer
- 2025 – Lovis – Ronja Räubertochter (Astrid Lindgren) bei den 74. Bad Hersfelder Festspielen, Regie: Oliver Urbanski

## Filmografie
- 2005: Wohnung 12 (Kurzfilm) – Regie: Andreas Ehrig
- 2005: Alles im Garten (Kurzfilm) – Regie: Karl Heinz Lotz
- 2006: Marie – Regie: Andreas Ehrig
- 2008: Grenze (Kurzfilm) – Regie: Christine Wernke
- 2012: Nemez – Regie: Stanislav Güntner
- 2013: Aschenbrödel & Der gestiefelte Kater – Regie: Torsten Künstler
- 2020: SOKO Wismar – Ältermänner

## Hörspiele
- 2013: E. M. Cioran: Vom Nachteil, geboren zu sein – Regie: Kai Grehn (SWR)
- 2013: Mark Twain: Der geheimnisvolle Fremde – Regie: Kai Grehn (DLR)
- 2016: Antoine de Saint-Exupéry: Der kleine Prinz – Regie: Kai Grehn (WDR)[4]
- 2017: Michael Fehr: Simeliberg - Regie: Kai Grehn (BR)[5]